# Constitució de São Tomé i Príncipe
La Constitució de la República Democràtica de São Tomé i Príncipe és la llei principal que regeix l'ordenament jurídic de São Tomé i Príncipe. La Constitució actual va ser promulgada per l'Assemblea Nacional, al Palau dels Congressos, en 25 de gener de 2003 i publicada al Diário da República el 29 de gener de 2003.

## Història
La primera constitució del país és del 5 de novembre de 1975 quan fou aprovada en reunió conjunta del Bureau polític del MLSTP i l'Assemblea Constituent, amb un redactat de 49 articles. El text original fou publicat al Diário da República, n. 39, de 15 de desembre de 1975.

### 1980
La primera revisió constitucional fou el Text Primer de la Llei Constitucional n. 1/80, publicat al Diário da República n. 7, de 7 de febrer.

### 1982
La segona revisió constitucional fou el Text Segon de la Llei Constitucional n.º 2/82 publicat al Diário da República n. 35, de 31 de desembre de 1982.

### 1987
La tercera revisió constitucional es coneix com a Lei de Emenda Constitucional n. 1/87, de 31 de desembre, publicada al 4r Suplement al Diário da República n. 13, de 31 de desembre de 1987.

### 1990
La quarta revisió constitucional va entrar en vigor com a text tercer de la Llei Constitucional n. 7/90, publicat al Diário da República n. 13 de 20 de setembre de 1990.

### 2002
La cinquena revisió modificà part del Text quart de la Llei Constitucional i fou feta en 2002.